# Pühajõe
Koordinaten: 59° 25′ N, 27° 32′ O
Pühajõe ist ein Dorf (estnisch küla) in der Landgemeinde Toila (Toila vald). Es liegt im Kreis Ida-Viru (Ost-Wierland) im Nordosten Estlands.

## Beschreibung und Geschichte
Das Dorf hat 172 Einwohner (Stand 19. September 2012). Es liegt direkt an der estnischen Ostsee-Küste.
Durch das Dorf fließt der 28 Kilometer lange Fluss Pühajõgi (zu deutsch „Heiliger Fluss“), der nordwestlich von Pühajõe in den Finnischen Meerbusen mündet. Vom Fluss erhielt das Dorf seinen Namen.
Der Ort wurde erstmals 1241 im Liber Census Daniae urkundlich erwähnt. 
Mitte November 1700 fand während des beginnenden Nordischen Krieges bei Pühajõe eine der ersten Schlachten zwischen schwedischen und russischen Truppen statt. Die schwedischen Soldaten besiegten dabei unter Führung von König Karl XII. die russischen Truppen.
Unter Denkmalschutz steht heute der historische Bauernhof von Kohvimäe. Das reetgedeckte Haupthaus und der Speicher entstanden in den 1870er Jahren.

## Kirche
Die erste Kirche von Pühajõe wurde 1467 aus Holz errichtet. Sie ist nicht mehr erhalten.
Von 1654 bis 1744 war Pühajõe eine eigene Kirchengemeinde, anschließend wurde sie der Gemeinde in Jõhvi angegliedert. Bei der Kirche gab es eine Schule, die bis 1836 existierte. In der Nähe haben sich zwei Steinkreuze aus dem 17. Jahrhundert erhalten.
1836 wurde der Grundstein für eine neue Kirche unweit des alten Kirchengebäudes gelegt. Sie wurde zwei Jahre später fertiggestellt. Die Einsegnung fand 1839 statt. Die Glocke stammt von 1878.
Während der sowjetischen Besetzung Estlands stand das Gotteshaus ab 1968 leer und verfiel. Mit der sich abzeichnenden Wiedererlangung der estnischen Unabhängigkeit wurde die evangelisch-lutherische Kirche renoviert und wieder ihrer ursprünglichen Bestimmung übergeben.